# جیمی ریورا
جیمی ریورا (انگلیسی: Jimmie Rivera؛ زادهٔ ۲۹ ژوئن ۱۹۸۹) ورزشکار هنرهای رزمی ترکیبی و کاراته‌کا اهل ایالات متحده آمریکا است. وی از سال ۲۰۰۷ میلادی تاکنون مشغول فعالیت بوده‌است.